# Война богов: Бессмертные
«Война́ бого́в: Бессме́ртные» (англ. Immortals) — американский художественный фильм в жанре фэнтэзийного боевика, поставленный режиссёром Тарсемом Сингхом по мотивам древнегреческих мифов о Тесее и Минотавре и Титаномахии. В главных ролях снялись Генри Кавилл, Фрида Пинто и Микки Рурк. Премьера фильма состоялась в Лос-Анджелесе и Нью-Йорке 11 ноября 2011 года.

## Сюжет
Юный Тесей, простой крестьянин, живёт с матерью в деревушке на берегу моря. Он храбр и мужественен; его наставник, местный старик, обучил Тесея владению мечом и копьём. Мать Тесея посещает местный храм, однако Тесей не очень верит в богов. Тем временем деспотичный и властный царь Гиперион объявляет богам войну за то, что они позволили умереть его семье: он хочет отыскать Эпирский Лук, сделанный руками Ареса, и освободить титанов от тысячелетнего заточения в горах Тартара. Войско Гипериона постепенно завоёвывает Элладу, в одном из храмов которой должен храниться лук.
Тем временем Зевс, который пребывал на Земле в облике того самого старика (наставника Тесея), возносится на Олимп, где встречается со своими детьми. Он говорит им, что, несмотря на сочувствие к людям, боги не должны вмешиваться в их дела, пока титаны не будут освобождены.
Во время нападения на деревушку Гиперион убивает мать Тесея на глазах у сына. Тесея отправляют как раба на соляные копи. Там же в плену оказывается и дева-оракул Федра, которая узнаёт Тесея как того избранного, который освободит Элладу. Тесею и Федре удаётся бежать вместе с другими рабами, в том числе Ставросом. Тесей хочет преследовать Гипериона, однако Федре приходит видение, из-за которого она просит Тесея сначала вернуться в родную деревню и похоронить мать. Тесей возвращается и хоронит мать в храме, при этом ему удаётся случайно обнаружить замурованный там Эпирский Лук. Он сражается с Минотавром, посланным Гиперионом, и побеждает его. Федра проводит ночь с Тесеем, чтобы лишиться дара пророчества.
Тесей со спутниками следуют за Гиперионом, однако солдаты царя разоружают их и отнимают Эпирский Лук, который передают Гипериону. Афина и Арес вмешиваются и убивают напавших на Тесея и его друзей. Увидев, что дети ослушались его, Зевс впадает в ярость и убивает Ареса. Однако Афина даёт Тесею и Федре лошадей, чтобы они быстрее добрались до ворот у горы Тартар, за которыми укрываются остатки армии эллинов. Гиперион предлагает Тесею перейти на его сторону, но тот отказывается и поднимает эллинов на бой с огромным войском Гипериона. Во время боя Гиперион при помощи лука освобождает титанов, которые вступают в схватку с богами. Тесей же борется с Гиперионом и в конце концов убивает его, хотя и сам погибает от ран. Как герой, спасший свою страну, он возносится на Олимп. Зевс обрушивает гору Тартар, что заставляет войско Гипериона в страхе бежать.
В эпилоге Зевс в облике старика говорит с мальчиком, сыном Тесея от Федры, и сообщает ему, что скоро на небесах начнётся большая война, в которой его отец Тесей выступит на стороне богов.

## В ролях
| Актёр           | Роль          |
| --------------- | ------------- |
| Генри Кавилл    | Тесей         |
| Фрида Пинто     | Федра         |
| Микки Рурк      | Царь Гиперион |
| Келлан Латс     | Посейдон      |
| Люк Эванс       | Зевс          |
| Дэниел Шарман   | Арес          |
| Джозеф Морган   | Лисандр       |
| Джон Хёрт       | Старый Зевс   |
| Изабель Лукас   | Афина         |
| Стивен Дорфф    | Ставрос       |
| Кори Севье      | Аполлон       |
| Стив Байерс     | Геракл        |
| Романо Орзари   | Икар          |
| Стивен МакХэтти | Кассандр      |
| Питер Стеббингс | Гелиос        |

## Производство
Детали создания фильма не разглашались, хотя некоторыми он позиционируется как современный блокбастер эпического размаха. Режиссёр Тарсем Сингх говорил, что планирует снять визуальный шедевр в виде боевика, выполненного в стиле полотен эпохи Ренессанса. Он также говорил, что собирается «…представить очень современный взгляд на всё это, так как мне очень, знаете ли, хочется объединить эпоху Ренессанса с временами, когда уже было электричество… что-то типа того, что делал Баз Лурман в фильме „Ромео + Джульетта“; просто частично взять греческую историю, осовременить её и рассказать».
26 июня 2008 года было объявлено о старте проекта под названием War of the Gods (с англ. — «Война богов»), затем рабочее название было изменено на Dawn of War (англ. Рассвет войны), а в сентябре 2011 года фильм получил окончательное название Immortals (с англ. — «Бессмертные»).

## Саундтрек
Композитор: Тревор Моррис (англ.)
| №   | Название                         | Длительность |
| --- | -------------------------------- | ------------ |
| 1.  | «Immortal and Divine»            | 1:30         |
| 2.  | «War in the Heavens»             | 2:32         |
| 3.  | «Hyperion's Siren»               | 3:47         |
| 4.  | «Witness Hell»                   | 1:56         |
| 5.  | «To Mount Olympus»               | 2:54         |
| 6.  | «Enter the Oracles»              | 2:30         |
| 7.  | «Theseus and Phaedra»            | 1:37         |
| 8.  | «Poseidon's Leap»                | 1:24         |
| 9.  | «This Is Your Calling»           | 1:31         |
| 10. | «Theseus Fights the Minotaur»    | 2:13         |
| 11. | «Theseus Fires the Bow»          | 2:16         |
| 12. | «My Own Heart»                   | 3:03         |
| 13. | «Zeus' Punishment»               | 2:27         |
| 14. | «Ride to the Gates»              | 1:00         |
| 15. | «In War Fathers Bury Their Sons» | 1:05         |
| 16. | «The gods Chose Well»            | 1:18         |
| 17. | «Fight So Your Name Survives»    | 3:07         |
| 18. | «Battle in the Tunnels»          | 2:44         |
| 19. | «Immortal Combat»                | 3:34         |
| 20. | «Do Not Forsake Mankind»         | 4:33         |
| 21. | «Apotheosis»                     | 1:44         |
| 22. | «Sky Fight/End Credits»          | 2:22         |

## Критика
Фильм получил в основном негативные отзывы кинокритиков. На сайте-агрегаторе Rotten Tomatoes положительные обзоры написали 37 % критиков, средний рейтинг картины составляет 4,9 из 10.